# Ванчурова, Марта
Марта Ванчурова (чеш. Marta Vančurová; род. 7 сентября 1948[…], Прага) — чехословацкая актриса.

## Биография
Родилась в 1948 году в Праге. С десяти лет занималась пением в школьном хоре, была выбрана для постановки сказки на радио.
В 1972 году окончила театральный факультет Академии музыкальных искусств в Праге.
Начала сниматься в кино ещё будучи студенткой, привлекла внимание кинокритиков и зрителей в фильме Ярослава Балака «Влюблённые в году первом» (1973), за исполнение роли в котором получила приз «За лучшую женскую роль» на Международном кинофестивале в Карловых Варах.
За свою карьеру снялась во многих известных чехословацких фильмах. Играла в различных театрах. С начала 90-х годов — в Театре в Виноградах.

## Избранная фильмография
Снялась в более 70 проектах, в том числе:
- 1970 — Невеста / Nevěsta — Здена — главная роль
- 1974 — Влюблённые в году первом / Milenci v roce jedna — Елена Полякова — главная роль
- 1974 — Вычисленное счастье / Jáchyme, hod ho do stroje! — Бланка — главная роль
- 1974 — Тридцать случаев майора Земана / 30 prípadu majora Zemana — Мария
- 1978 — Тени знойного лета / Stíny horkého leta — Тереза
- 1983 — Странствия Яна Амоса / Putování Jana Amose — Яна Гаюсова
- 1984 — Тень папоротника / Stín kapradiny
- 1986 — Смерть прекрасных косуль / Smrt krásnych srncu — мать